# 遠東航空128便ハイジャック事件
遠東航空128便ハイジャック事件（えんとうこうくう128びんハイジャックじけん）とは、中華民国（台湾）で発生したハイジャック事件である。
台湾内便であったが、ハイジャック犯が中華人民共和国への飛行を要求したため、中国大陸に向かった。

## 事件の概略
1997年3月10日、遠東航空（ファーイースタン航空）128便はボーイング757-200型ジェット旅客機（機体記号：B-27001）で運航されており、フライトプランでは高雄国際空港から台北松山空港に向かう台湾島縦断便であった。
しかし午後2時に旅客の男性が全身にガソリンを浴びて、旅客機を中国大陸に向かうように脅迫した。午後3時36分に廈門市の廈門高崎国際空港に着陸した。機内には乗客150人と乗員8人がいたが、中華人民共和国当局はハイジャック犯以外の即時帰還を認め、台北には午後8時に到着した。